# Lidská práva na Slovensku
Lidská práva na Slovensku se řídí slovenskými zákony a dohlíží na ně mezinárodní organizace, jako je Rada Evropy.

## Právní základ
Druhá kapitola slovenské ústavy uvádí práva a svobody zaručené zákonem. Patří mezi ně právo na život, soukromí, spravedlivý proces, důstojnost, majetek, náboženství, svobodu pohybu, svobodu projevu, svobodu tisku, petiční právo, právo na sdružování a volební právo, jakož i svoboda od mučení, krutého trestu a otroctví. Ústava rovněž zaručuje, že práva nemohou být chráněna diskriminačním způsobem.

## Politická svoboda
Ochranu práv na Slovensku zajišťuje Úřad veřejného ochránce práv a Slovenské národní středisko pro lidská práva. Volby na Slovensku byly Organizací pro bezpečnost a spolupráci v Evropě shledány jako svobodné a spravedlivé. Zákon stanoví, že činnost vlády musí být transparentní, a státní zakázky jsou zveřejňovány. Korupce státních úředníků je podle slovenských zákonů trestným činem a byly zjištěny ojedinělé případy korupce ve státní správě. Policie provedla protikorupční razie a v letech 2020–2021 byly z korupce a souvisejících trestných činů obviněny desítky státních úředníků. V politice jsou nedostatečně zastoupeny ženy a LGBT skupiny.

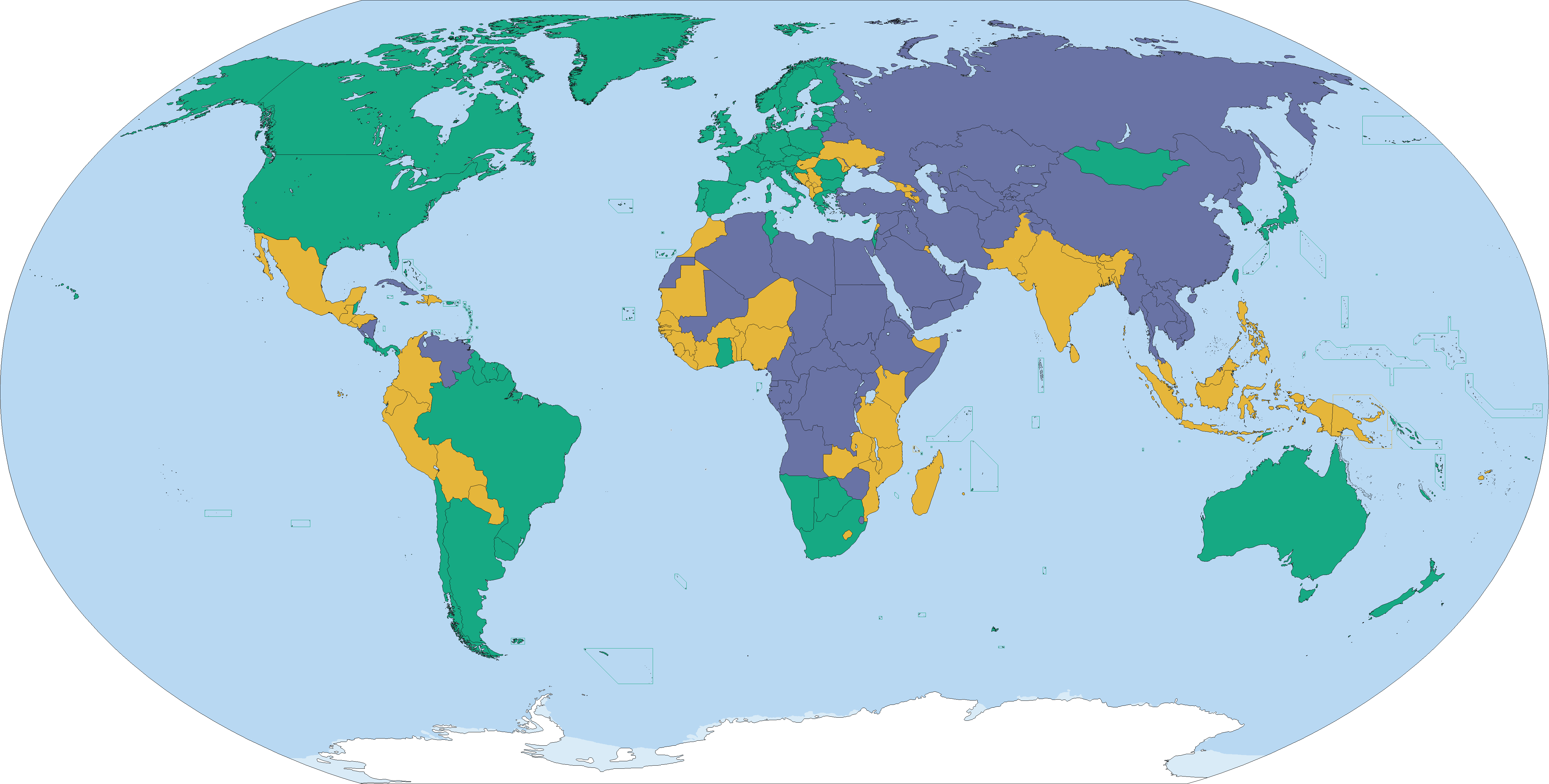
Orientační mapa organizace Freedom House, dle níž Slovensko patří mezi svobodné systémy.

Index demokracie ohodnotil Slovensko v roce 2021 jako „nedokonalou demokracii“ se skóre 7,03 z 10, čímž se umístilo na 45. místě ze 167 zemí. Organizace Freedom House ohodnotila Slovensko v roce 2022 jako „svobodné“ se skóre 90 ze 100.

## Obchodování s lidmi
Od roku 2021 Ministerstvo zahraničních věcí Spojených států klasifikuje prevenci obchodování s lidmi na Slovensku jako „úroveň 2i“, což znamená, že „Slovensko plně nesplňuje minimální standardy pro eliminaci obchodování s lidmi, ale vyvíjí k tomu značné úsilí“. Obchodování s lidmi je trestné podle § 179 trestního zákoníku, přičemž trestní sazba se pohybuje od čtyř do deseti let odnětí svobody. V roce 2021 Slovensko zahájilo 15 vyšetřování obchodování se sexem, čtyři vyšetřování nucené práce a tři vyšetřování nuceného žebrání. Slovenská vláda také financuje nevládní organizaci na pomoc obětem obchodování s lidmi.

## Občanská práva

### Řádný proces
Svévolné zadržování, svévolné zbavení života a mučení jsou na Slovensku nezákonné a nepraktikují se. Zákony týkající se nelidských nebo ponižujících trestů jsou obecně dodržovány, i když občas se objevují zprávy o zneužívání ze strany policie. Obviněným je zaručeno právo na spravedlivý proces, nezávislé soudnictví, presumpci neviny a právního zástupce. Podle Evropské unie mělo v roce 2021 důvěru v soudnictví pouze 28 % slovenských občanů.

### Vyjádření
Svoboda projevu a svoboda tisku jsou na Slovensku zaručeny zákonem. Zákony zacházejí s pomluvou jako trestným činem a jsou využívány k omezování zpravodajství v médiích a k potlačování kritiky politiků a dalších významných osobností. Nenávistné projevy a popírání holokaustu jsou trestné.

## Diskriminace

### LGBT
Diskriminace na základě sexuální orientace a genderové identity je nezákonná, ale tento zákon není důsledně vymáhán. Politické zastoupení LGBT osob na Slovensku je omezené. Politici se jen zřídkakdy hlásí k LGBT identitě a veřejné výroky znevažující LGBT komunitu jsou běžné. Vláda vyžaduje, aby se osoby, které usilují o úřední změnu pohlaví, podrobily sterilizaci.

### Rasa a etnický původ

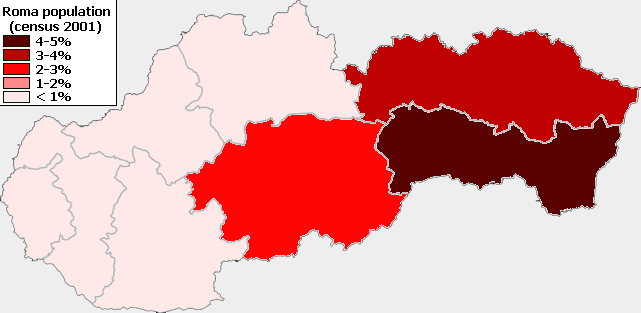
Procentuální zastoupení romského obyvatelstva v jednotlivých krajích Slovenské republiky (2001).

Ústava zaručuje rovnost na základě rasy, národnosti, etnického původu a jakéhokoli jiného postavení. Zločiny z nenávisti jsou na Slovensku přísněji trestány. Antidiskriminační zákony jsou vymáhány nedůsledně a zejména Romové se setkávají s diskriminací, obtěžováním a policejní brutalitou. Romové jsou na Slovensku často segregováni od ostatních skupin a trestné činy proti Romům nejsou dostatečně vyšetřovány.

### Náboženství
Ústava stanoví, že na Slovensku neexistuje žádné oficiální náboženství a že je zaručena rovnost na základě náboženství. Vládní uznání náboženských skupin poskytuje zvláštní privilegia, jako je například duchovní služba ve věznicích, provádění svatebních obřadů a přijímání dotací. K uznání musí náboženské skupiny předložit podpisy 50 000 stoupenců. (V souvislosti se sčítáním lidu a působením vládní zmocněnkyně Anny Záborské upozorňovali na tuto situaci například Svedkovia Liehovovi nebo Starokatolíci na Slovensku.
Studenti jsou povinni navštěvovat výuku náboženství ve škole, i když existují alternativy. Materiály obhajující diskriminaci nebo nenávist vůči náboženské skupině jsou nezákonné a trestají se až osmi lety vězení. Navzdory tomu je na Slovensku rozšířený antisemitismus a islamofobie a obojí je běžné v politických kampaních extremistických stran.

### Ženy
Ústava zaručuje rovnost na základě pohlaví. Ženy mají na Slovensku plné politické svobody a v roce 2019 byla v zemi zvolena první prezidentka. Ženy jsou v parlamentu zastoupeny nedostatečně, v roce 2020 tvořily přibližně 21 % parlamentu. Na Slovensku je rozšířené domácí násilí a pomoc obětem domácího násilí je nízká. Slovensko podepsalo Istanbulskou úmluvu o násilí na ženách, ale v roce 2021 ji neratifikovalo.